# Grzegorz Marek Michalski
 (octobre 2012).
Pour les articles homonymes, voir Michalski.
Grzegorz Marek Michalski né le 13 août 1972 à Brzeg, Pologne) est un économiste polonais, chercheur à l'École des sciences de la gestion, de l'informatique et des finances à l'Université des sciences économiques de Wrocław. 
Ses principaux domaines de recherche sont la finance d'entreprise et la gestion de la liquidité financière. Grzegorz Michalski Marek est un professeur de finance. 
- VIAF
- ISNI
- LCCN
- GND
- Pologne
- NUKAT
- WorldCat